# Halter nutans
Halter nutans is een insect uit de familie van de Nemopteridae, die tot de orde netvleugeligen (Neuroptera) behoort. 
Halter nutans is voor het eerst wetenschappelijk beschreven door Navás in 1910.